# Tekoči trak (transport)
Tekoči trak je naprava za premikanje tovora, ki jo sestavlja prožen sklenjen trak, vpet med dvema kolesoma. Enega ali oba poganja motor, ki preko njiju premika trak, s tem pa tovor na njem v eni ali drugi smeri. Tekoči trak je lahko namenjen premikanju predmetov, kot so škatle z izdelki, razsutega tovora ali oseb. 
Lahko je razdeljen s prečnimi pregradami, ki omogočajo premagovanje višinske razlike, ne da bi se tovor kotalil po traku. Pri tovrstni uporabi za prenos oseb napravo imenujemo tudi tekoče stopnice. 
Danes ga uporabljajo že v skoraj vseh tovarnah po svetu. Brez njega bi morali v tovarni predmete prenašati in delo bi bilo oteženo. Transportni sistemi tekočih trakov omogočajo hiter in učinkovit prevoz najrazličnejših materialov, zaradi česar so zelo priljubljeni v industriji ravnanja z materiali in pakiranja. Prav tako so priljubljeni pri potrošnikih, saj jih pogosto najdemo v supermarketih in na letališčih, kjer predstavljajo končni del dostave izdelkov/vrečk strankam. Na voljo je veliko vrst transportnih sistemov, ki se uporabljajo glede na različne potrebe različnih panog. Obstajajo tudi verižni transporterji (talni in viseči). Verižni transporterji so sestavljeni iz zaprtih tračnic, I-nosilca, vlečne vrvi, električnih in prostih ter ročno potiskanih vozičkov.
Pri transportu oseb je za horizontalni prenos oseb največkrat v uporabi v zgradbah z večjim tlorisom, kjer je potrebno prehoditi daljše razdalje (npr. letališča). Pri vertikalnem prenosu oseb (t. i. tekoče stopnice) je najpogostejša uporaba v večnadstropnih zgradbah, kjer zaradi frekvence uporabnikov uporaba dvigal ne bi zadostovala (npr. nakupovalni centri, dostopi do podhodov ipd.)